# (3335) Quanzhou
(3335) Quanzhou ist ein Asteroid des Hauptgürtels, der am 1. Januar 1966 am Purple-Mountain-Observatorium in Nanjing entdeckt wurde.
Er wurde am 5. Januar 1996 nach der südostchinesischen Stadt Quanzhou benannt.